# الصالة المغطاة باستاد برج العرب
الصالة المغطاة باستاد برج العرب هي صالة دولية جديدة تيقع في ملعب برج العرب في حي ثان العامرية بمدينة الإسكندرية لإستضافة الصالة بطولة العالم لكرة اليد للرجال 2021 في مصر، الصالة مجهزة بأحدث التجهيزات.

## مكونات
تتكون عدد المدرجات4500 مقعد للمتفرجين، مقرر افتتاحه 30 يونيو 2019.

## كأس العالم لكرة اليد
سوف تستضيف الصالة مجموعة في بطولة العالم لكرة اليد للرجال 2021.

## وصلات خارجية
- الاتحاد المصري لكرة اليد